# Mangas Verdes
Mangas Verdes es un barrio que pertenece al distrito Ciudad Jardín de la ciudad de Málaga, España. Según la delimitación oficial del ayuntamiento, limita con los barrios de Los Cipreses y Cortijo Bazán al norte; Monte Dorado, al este; Parque del Sur, al sur; y con el barrio de Ciudad Jardín al oeste. Recibe este nombre por las viñas que antaño bajaban en filas por la ladera antes de la plaga de filoxera.

## Historia
Se trata de un barrio construido de forma caótica, en el que casi cada vivienda ha sido autoconstruida por una familia de las que durante los años 60 y 70 llegaron al barrio por el auge de la construcción, procedentes de núcleos rurales como Olías, Colmenar o Casabermeja. Durante esos años se edificaba de forma artesanal y descontrolada sobre cualquier terreno, por lo que durante mucho tiempo el barrio permaneció sin servicios mínimos de abastecimiento de agua y saneamiento.
Mangas Verdes es conocido por haber sido el lugar de residencia durante un tiempo de El Lute, motivo por el cual el barrio fue sitiado por la guardia civil en una ocasión y fue escenario del rodaje de la película El Lute: camina o revienta. Entre sus lugares notables destacan el acueducto de San Telmo, del que dos kilómetros atraviesan el barrio y las cuevas que sirvieron como vivienda y refugio durante los años de la Guerra Civil.

## Cultura

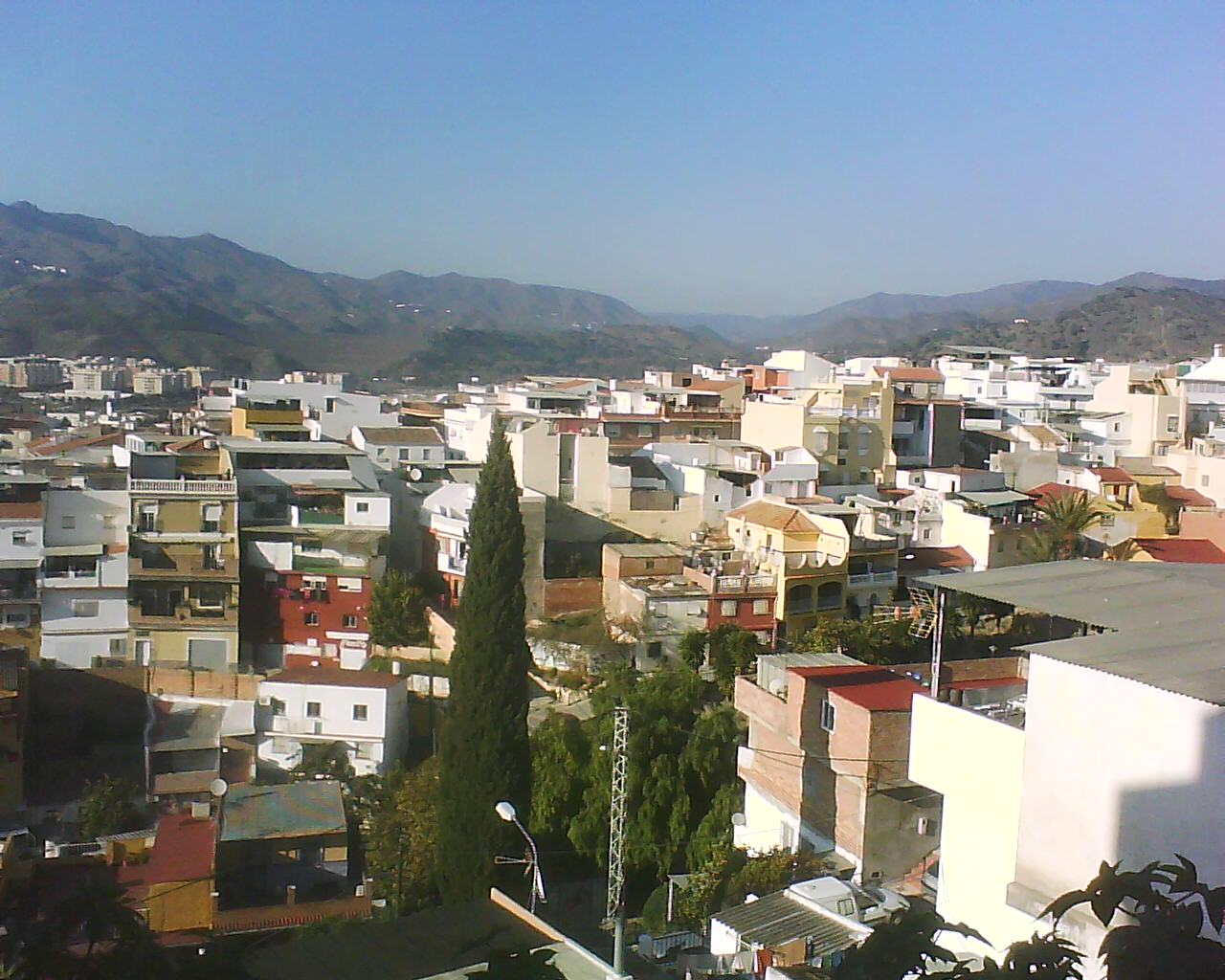
Vista de Mangas Verdes.

Mangas Verdes es uno de los barrios de la ciudad de Málaga en los que se desarrolla la Fiesta de Verdiales, Bien de Interés Cultural de la categoría actividad de interés etnológico, según el gobierno autonómico. La fiesta de verdiales constituye una de las expresiones culturales de más fuerte arraigo en la provincia de Málaga y forma parte de su patrimonio inmaterial vivo. Hasta la década de 1960 los verdiales se focalizaban en los Montes de Málaga, pero a partir de esta década, con el fuerte éxodo rural, se desplazan paulatinamente a los barrios periféricos de la capital, siendo Mangas Verdes uno de los lugares en los que los emigrados trasmitieron la tradición a las nuevas generaciones y a las élites de la capital, de manera que la fiesta pasó a ser sentida también como propia por los malagueños.

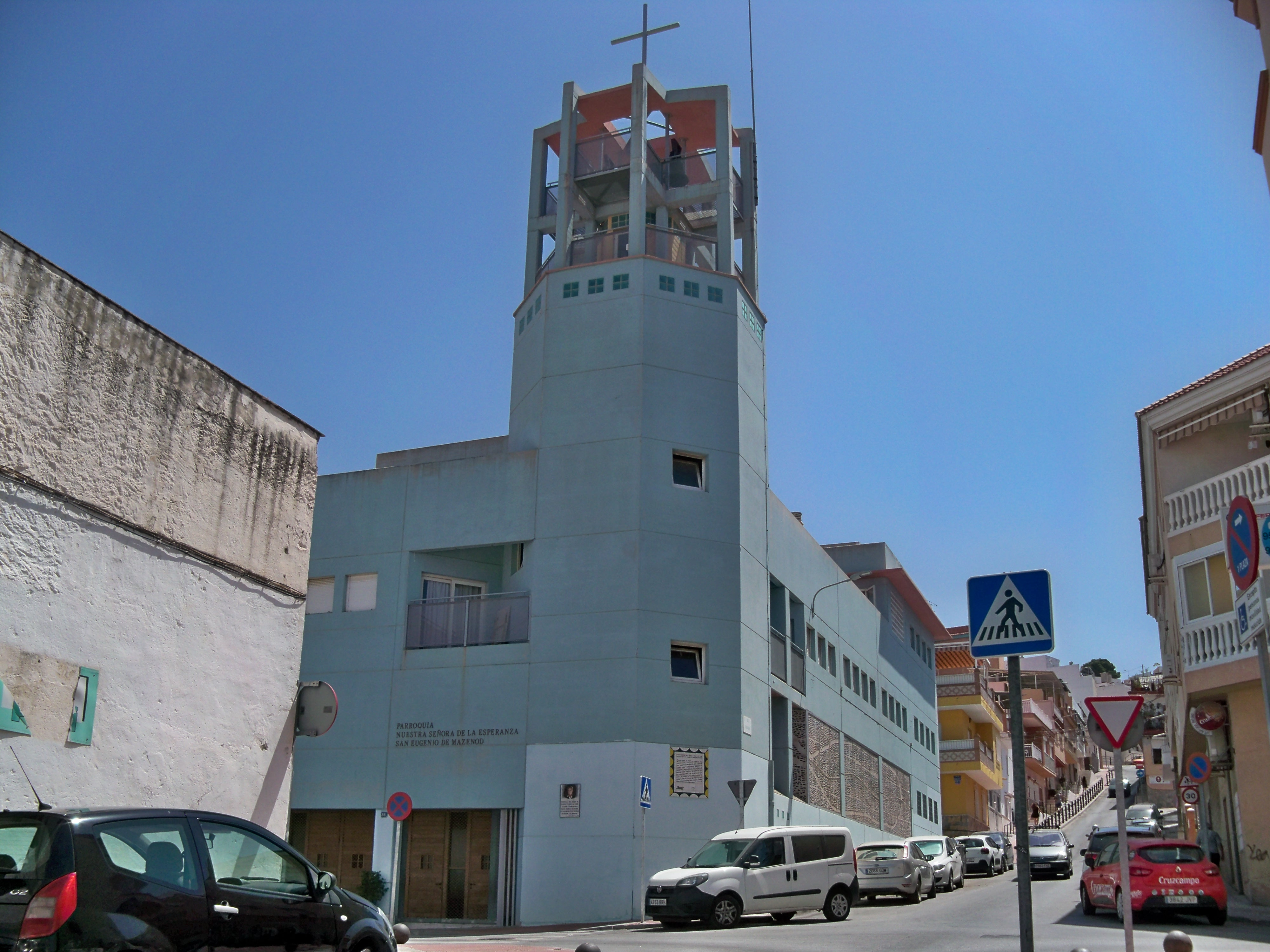
Parroquia Nuestra Señora de la Esperanza.

También hay que añadir que en Mangas Verdes se hace una procesión de la Virgen de la Paloma y del Cristo de la Caridad, en el V Sábado de Cuaresma, que pertenecen a la Parroquia Nuestra Señora de la Esperanza. En esta procesión van acompañando a la Virgen la asociación musical Las Flores y tras el Cristo la banda de CC y TT Sta. Mª de la Victoria.
Por otro lado, también se organiza La Noche de La Luna Llena, donde se hacen diversas actividades que tienen que ver con la Edad Media,la cual tiene lugar en la Plaza de Francisco López López y en la calle José Tallaví. Dicha fiesta se realiza en la primera luna llena de mayo. En 2015 se celebró del 1 al 3 de mayo.

## Transporte
En autobús queda conectado mediante las siguientes líneas de la EMT:
| Línea | Trayecto                          | Recorrido | Frecuencia (laborables) |
| ----- | --------------------------------- | --------- | ----------------------- |
| 30    | Alameda Principal - Mangas Verdes | Recorrido | 45-50 minutos           |